# 横田みさを

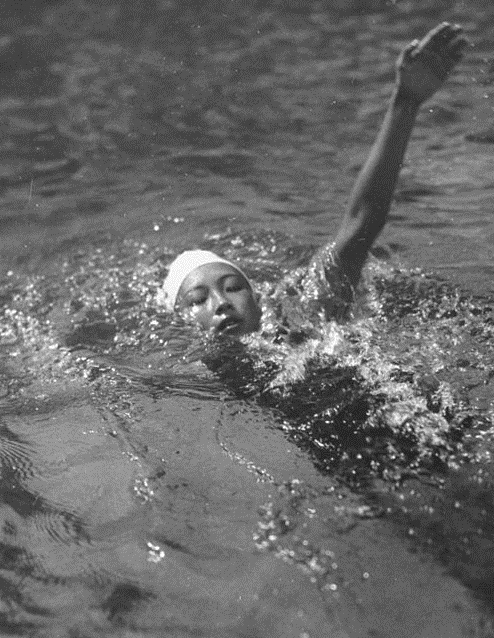
ロサンゼルスオリンピックで（1932年）

横田 みさを（よこた みさお、1917年2月3日 - 消息不明）は、日本の水泳選手、女優。同志社高等女学校在学中に女子100m背泳ぎの日本記録を更新し、1932年ロサンゼルスオリンピックに15歳で出場した。その後は芸能界に転身し、松竹歌劇団と宝塚歌劇団に入団、さらに映画女優となった。夫は作曲家の竹岡信幸。

## 生涯

### 水泳選手
京都市出身。同志社高等女学校（現在の同志社女子中学校・高等学校）に学ぶ。横田在学中の同志社高女は、団体優勝を重ねる水泳の強豪校であった。もっとも学校にはプールがなかったため、スイミングクラブである大日本武徳会遊泳部（のちの京都踏水会）に属し、夷川ダム（琵琶湖疏水）で練習を重ねていたという。高女1年生の1929年、京都市八瀬で行われた第3回女子中等学校競泳大会での団体優勝に貢献。また、1929年・1930年と日本選手権水泳競技大会の100m背泳ぎで2連覇を達成。
1931年、第5回女子中等学校競泳大会において、100m背泳ぎの日本記録を更新（1分29秒4）。1932年、同志社高等女学校4年生（15歳）の時、ロサンゼルスオリンピックの日本代表選手に選ばれた。同志社出身者として初のオリンピック選手の一人である。同じリレーに出場する荒田雪江も京都の高等女学校生徒（市立二条高女）であった。
オリンピックでは100m背泳ぎと4×100ｍ自由形リレーに出場。100m背泳ぎの予選で1分25秒1の日本記録を出すもの、着順は5位で決勝進出はならなかった。4×100mリレー（小島一枝・横田みさを・守岡初子・荒田雪江）では5位入賞を果たした。

### 女優
1933年、高女卒業を待たずに、松竹少女歌劇団に入団。「女子水泳の花形選手」の芸能界への転身は世間を驚かせ、新聞に大きく取り上げられた。当時の新聞取材に兄が答えたところによれば、競技の道を選ぶか芸能の道を選ぶかで相当の悩みがあったという。その後に宝塚少女歌劇団に宝塚歌劇団23期生として入団して、「水尾みさを」の芸名で娘役として活動した。同期生に美空暁子（退団後は南美江）、初霜菊子（退団後は岸井あや子）や三代あずさらがいる。
なお、横田の宝塚入団に際し、1933年（昭和8年）8月15日に浜寺水練学校（大阪府）が宝塚に当時存在した50mプールで水上ページェント「楽水群像」（前年に一般公開が始まった、日本におけるアーティスティックスイミング（シンクロナイズドスイミング）導入の先駆とも評される群舞）を行った。
宝塚退団後は映画女優に転身、芸名を本名に戻した。映画デビュー作は成瀬巳喜男監督『禍福（前編）』（1937年、東宝）であるが、タイトルロールに名はない。日活に移籍し、入社第1作となる清瀬英次郎監督『背広の王者』（1937年、日活）でヒロインに抜擢される。女優時代に作曲家の竹岡信幸と結婚した。
映画女優としては大きな活躍を見せたとは言い難いが、第二次世界大戦後も増村保造監督『恋にいのちを』（1961年、大映）などに出演している。